# Емманюель Мабоанг
Емманюель Мабоанг (фр. Emmanuel Maboang, нар. 27 листопада 1968) — камерунський футболіст, що грав на позиції нападника.
Виступав, зокрема, за клуб «Ріу-Аве», а також національну збірну Камеруну, у складі якої був учасником двох чемпіонатів світу та двох Кубків африканських націй.

## Клубна кар'єра
У дорослому футболі дебютував на батьківщині виступами за команду «Канон Яунде», а протягом сезону 1991/92 років захищав кольори португальського клубу «Портімоненсі».
Після цього Мабоанг перейшов до іншого клубу другого португальського дивізіону «Ріу-Аве» і відіграв за клуб з Віла-ду-Конді наступні три сезони своєї ігрової кар'єри. Більшість часу, проведеного у складі «Ріу-Аве», був основним гравцем команди.
Завершив ігрову кар'єру у індонезійській команді «Пеліта Джая», за яку виступав протягом 1997—1998 років, після чого став футбольним агентом серед гравців у Південно-Східній Азії.

## Виступи за збірну
1988 року дебютував в офіційних матчах у складі національної збірної Камеруну.
Зі збірною Мабоанг виступив на Кубку африканських націй 1990 року в Алжирі, де камерунці сенсаційно не вийшли з групи, а Емманюель відзначився дублем у грі з Кенією (2:0), натомість команда кваліфікувалась на чемпіонат світу 1990 року в Італії. Мабоанг допоміг Камеруну дійти до чвертьфіналу, що є найкращим результатом в історії збірної, зігравши в трьох з п'яти матчів своєї команди на турнірі.
Надалі у складі збірної був учасником Кубка африканських націй 1992 року у Сенегалі, де в матчі за 3-тє місце забив гол, але команда програла 1:2 Нігерії і не здобула бронзові нагороди, а також чемпіонату світу 1994 року у США. Втім цей чемпіонат світу став невдалим для збірної Камеруну: вони набрали лише 1 очко у групі і, таким чином, вибули з турніру, а Емманюель зіграв у двох матчах.
Загалом протягом кар'єри в національній команді, яка тривала 8 років, провів у її формі 17 матчів, забивши 5 голів.